# بنگال مرچنت (۱۸۱۲)
بنگال مرچنت (۱۸۱۲) (به انگلیسی: Bengal Merchant (1812)) یک کشتی بود. این کشتی در سال ۱۸۱۲ ساخته شد.